# Найваська мирна угода
Всебічна мирна угода (ВМУ чи англ. CPA, араб. اتفاقية السلام الشامل, Ittifāqiyyah al-salām al-šāmil)), також відома під назвою Найваська мирна угода, була підписана 9 січня 2005 року Народно-визвольним рухом Судану (НВРС, SPLM) та урядом Судану. ВМУ мала на меті припинити Другу громадянську війну в Судані, розвивати демократичне врядування по всій країні та розподілити нафтові джерела. Вона також встановила термін референдуму про незалежність Південного Судану.
Мирний процес був заохочений Міжурядовим управлінням з розвитку (IGAD), а також партнерами IGAD, консорціумом країн-донорів.

## Зміст
Результатом процесу стали наступні угоди (також відомі як протоколи):
- Мачакосський протокол (або Глава I), підписаний у Мачакосі, Кенія, 20 липня 2002 року. Угода про загальні принципи державного управління та підпорядкування.
- Протокол про розподіл влади (або Глава II), підписаний у Найваші, Кенія, 26 травня 2004 року.
- Угода про розподіл багатства (або Глава III), підписана в Найваші, Кенія 7 січня 2004 року.
- Протокол про вирішення конфлікту в районі Абейі (або Глава IV), підписаний у Найваші, Кенія, 26 травня 2004 року.
- Протокол про врегулювання конфлікту в штатах Південний Кордофан і Блакитний Ніл (або Глава V), підписаний у Найваші, Кенія, 26 травня 2004 року.
- Угода про безпеку (або Глава VI), підписана в Найваша, Кенія 25 вересня 2003 року.
- Положення про порядок і методи реалізації остаточного припинення вогню та безпеки, а також додатки до них (чи Додаток I), підписані в Найваша, Кенія, 30 жовтня 2004 року.
- Методи здійснення та матриця глобальної імплементації, а також додатки до них (чи Додаток II), підписана в Найваша, Кенія, 31 грудня 2004 року.

Остання, всебічна угода була підписана 9 січня 2005 року та ознаменувала початок діяльності з реалізації.

## Методи реалізації

### Південне виведення військ 2007 року

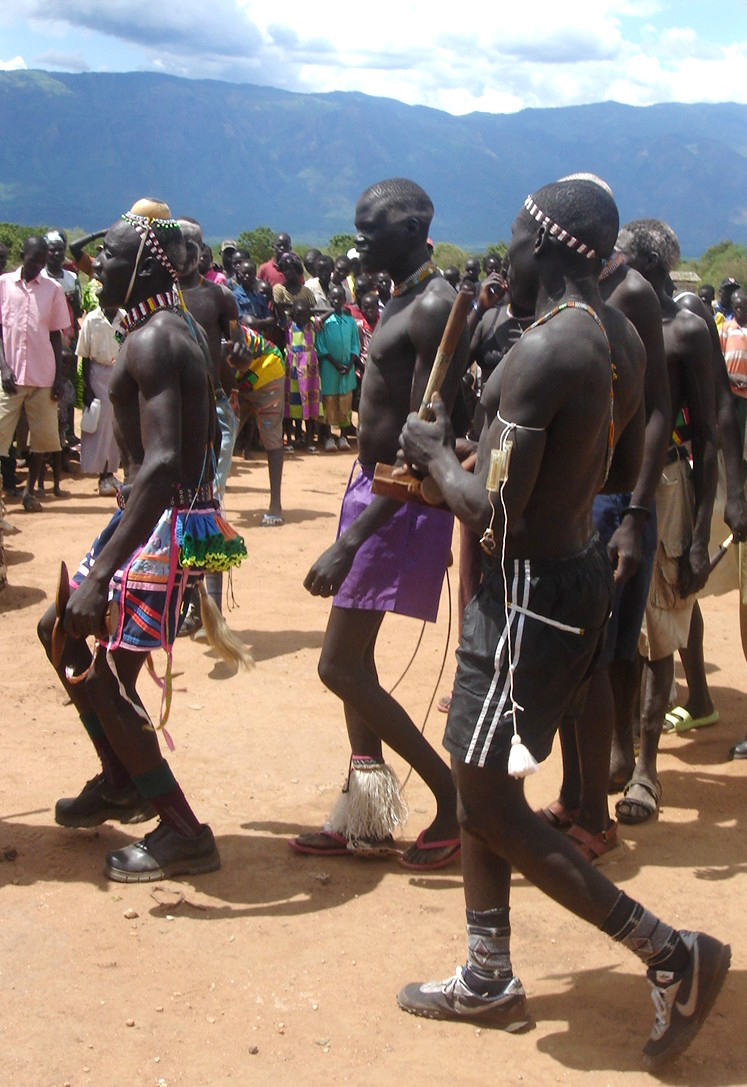
Танцюристи в Капоєті на мітингу з обізнаності про Мирну угоду, 2006 рік

11 жовтня 2007 року НВРС вийшов з уряду національної єдності (УНЄ, GoNU), звинувачуючи центральний уряд у порушенні умов DVE. Зокрема, НВРС зазначає, що уряд Хартум, у якому домінує Партія національних зборів, не вивів понад 15 000 військовослужбовців з південних нафтових родовищ і не виконав Протокол щодо району Абейі. НВРС зазначив, що це повторно не призведе до війни, тоді як аналітики зазначають, що така угода мала дезінтегративний характер на певний час, зокрема через міжнародну увагу до конфлікту в сусідньому Дарфурі.
НВРС повідомив, що після виконання Угоди він знову приєднається до Уряду 13 грудня 2007 року. У договорі зазначається, що місця уряду будуть обертатися між Джубою і Хартумом кожні три місяці, хоча, як видається, це буде значною мірою символічним, також як і фінансування перепису (життєво необхідне для референдуму) та графік виведення військ по всьому кордону країни.
Північні суданські війська нарешті залишили Південний Судан 8 січня 2008 року.

### Незалежність Південного Судану
Був проведений з 9 по 15 січня 2011 року для визначення необхідності Південному Судану оголосити свою незалежність від Судану; причому 98,83 % населення проголосували за незалежність. Південний Судан оголошено незалежною республікою 9 липня 2011 року.

### Популярні консультації
Популярні консультації для Блакитного Нілу та Південного Кордофану були призупинені через конфлікт в цих регіонах між північним крилом Народного визвольного руху Судану і Рухом справедливості та рівності проти центрального уряду.